# وريد مبيضي
الوريد المبيضي هو الوريد التناسلي في الإناث، ويقوم بنقل الدم المنزوع الأكسجين من المبيض المقابل له إلى الوريد الأجوف السفلي أو أحد روافده. يعدّ هذا الوريد هو الوريد المماثل للوريد الخصوي، وكذلك يعتبر المقابل الوريدي للشريان المبيضي. يمكن إيجاد هذا الوريد في الرباط المعلق للمبيض.
الوريد المبيضي هو وريد مزدوج، حيث يقوم كل واحد منهما بتصريف المبيض المقابل:
- يقوم الوريد المبيضي الأيمن بالعبور خلال الرباط المعلق للمبيض ويرتبط عمومًا مع الوريد الأجوف السفلي.
- بينما يقوم الوريد المبيضي الأيسر بالاتحاد مع الوريد الكلوي الأيسر بدلًا من الوريد الأجوف السفلي.

## الاعتلالات المرضية
يرتبط تخثر الوريد المبيضي مع التهاب بطانة الرحم بعد الوضع، وكذلك يرتبط مع الأمراض الالتهابية الحوضية، والتهاب الرتوج، والتهاب الزائدة، و جراحة الأمراض النسائية.

## صور إضافية

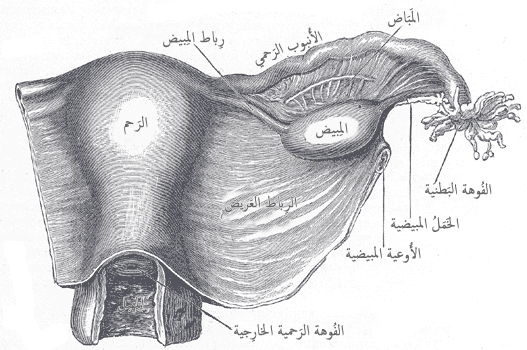
الرحم والرباط العريض الأيمن، رؤية حلفية.

## وصلات خارجية
- صور تشريحية:40:13-0103 في مركز داونستيت الطبي التابع لجامعة نيويورك - "الجدار البطني الخلفي: الروافد للوريد الأجوف السفلي"